# Единичен магнитен диск
Единичен магнитен диск (или магнитен диск) е диск, върху който се запаметяват данните при твърдия диск. За разлика от гъвкавия материал, върху който се запаметява информацията при флопи дисковете, при единичния диск използваният за основа материал е алуминий, стъкло или керамика. Твърдият диск съдържа един или повече магнитни диска, монтирани на един шпиндел. Обикновено се използват и двете работни повърхности с използването на глави за всяка повърхност. В първите изделия от 317/635 MB, едната от повърхностите се използва за така наречена сервоинформация, а на всяка повърхност за данни се използват по две магнитни глави запис/четене. Причината е, че при големите диаметри за увеличаване на скоростта на достъп до информацията всяка повърхност на диска се разделя на две самостоятелни зони.

## Конструкция
Магнитният диск се състои от алуминиева, стъклена или керамична подложка (диск). Тази подложка се характеризира с дебелина, вътрешен и външен диаметър, грапавост, равнинност, плоскопаралелност и други – например параметри свързани с равнинността и измервани по време на въртенето на диска, а именно: биене и съответните първа и втора производна (скорост и ускорение на биенето). Върху тази подложка е нанесено магнитно покритие, съдържащо по-малки от 1 μm региони, които при намагнитване стават единични бинарни единици информация.
Първите произведени магнитни дискове в света са с лаково магнитно покритие. Една от причините е и големите им размери: 14 инча, т.е. 355,6 mm външен диаметър. Материалът за основния магнитен запомнящ слой в по-новите магнитни дискове обикновено е сплав на основата на кобалта.

## Производство

### Производство на магнитни дискове с лаково покритие
- Подготовка но алуминиевата подложка включва: струговане на вътрешен и външен диаметър, двустранно струговане, полиране, химична обработка и измиване.
- Подготовка на магнитна лакова система: омокряне на магнитния прах в лака чрез различни видове мелници. Поради това, че магнитният прах има иглова форма, при това диспергиране трябва да се внимава да не се начупят тези игли. Подходящи за целта са например перлени мелници. За подобряване на абразивната устойчивост на покритието се използва добавка на фин абразивен прах диалуминиев триоксид.
- Нанасяне на лаковото покритие: нанасянето се извършва върху диска с използване на технология с развъртане на диска. (на английски: Spincoating). Едновременно с развъртането се извършва ориентация на магнитния прах по дължина на пътеката на запис (концентрично по диска)
- Изпичане на покритието за получаване на здравина.
- Полиране на покритието
- Нанасяне на специална смазка за намаляване на триенето между диска и магнитната глава. Това е необходимо при магнитни глави, които при спиране на въртенето на диска „кацат“ на повърхността на магнитния диск (дискове 317/635 MB-14 инча).
- Тестване: За дефекти по магнитното покритие, за допир на главата при летене върху диска и др.

### Производство на магнитни дискове по тънкослойна технология (разпрашване)
- В зависимост от използваната подложка си правят различни видове обработка. При алуминиевата подложка се прави NiP покритие, което се полира след това.
- Нанасяне на различни видове слоеве чрез разпрашване, включително и последно покритие за смазващи свойства, например графит.
- Тестване: основен вид тест при магнитните дискове е тестването с ниско летяща глава с около 30% по-малка височина от нормалната магнитна глава. Тази глава притежава пиезодатчик, който при докосване на дефект върху диска, подава сигнал и главата преминава многократно върху този дефект до отстраняването му. Тестване за дефекти на покритието с глава за запис/четене.
- Всички операции по производството на магнитни дискове се извършват в чисти стаи. Причината е, че докато височината на летене и при първите поколения дискове е от порядъка на 2 – 3 μm, при новите дискови устройства от порядъка на 0,1 – 0,2 μm и всеки дефект на повърхността между магнитните глави и единичните магнитни дискове може да доведе до грешки в информацията и намаляване на надеждността на изделията.
- Намаляването на размерите на единичните магнитни дискове, независимо от увеличената линейна плътност на запис изисква заради увеличаващата се скорост на обмен на информация по-голяма скорост на въртене на шпиндел двигателя на твърдия диск. Това повишава изискванията към механичните характеристики на повърхността му. Перфектна повърхност, равнинност и устойчивост са необходими, за да се осигури и голяма надеждност на твърдия диск.

### Перпендикулярен магнитен запис
След 2005 – 2006 година основният прогрес в технологията на твърдите дискове се основава на въвеждането на перпендикулярния запис вместо надлъжния запис на информацията. Toshiba произвежда първия продаван на пазара твърд диск (1.8"), използвайки тази технология през 2005 година. Това води основно да развитие на технологиите на магнитното покритие, избора на материалите за него, както и компонентите на твърдия диск като магнитни глави, електроника и други.

## Производство на магнитни дискове в България[2]
Производството на магнитни дискове в България започва едновременно с развитието на другите производства на изчислителна техника. През 1969 година е създаден завод за магнитни дискове в Пазарджик. Разработването на технологиите се извършва в ЦИИТ София. Първото производство започва със сменяем дисков пакет с капацитет 6,35 MB – изделие ЕС 5053. Трябва да се отбележи факта, че по-голямата част от тези технологии, особено за производството на единични магнитни дискове с лаково покритие до 1990 година са обект на ембарго за страните от СИВ, т.е. и за България.
За разработката и внедряването на ЗУМД ЕС 5052 и дисков пакет ЕС 5053 са наградени с Димитровска награда през 1974 година колектив в състав: Васил Недев, Васил Николов, Любомир Фенерджиев, Атанас Атанасов, Тоньо Калинков, Митко Димитров, Спас Ригов, Храбър Стоянов, Живко Паскалев, Боян Цонев, Михаил Рашев, Огнян Църноречки и Георги Малиновски.
По-късно през 1985 година започва и производство на магнитни дискове за устройство 317/635 MB в ДЗУ Стара Загора. Производството се осъществява в изградени специално за това производство чисти стаи съгласно технология за работа в такава среда. В същата среда без допълнително замърсяванае се изработват и блока „дискове-глави“ в т.нар. „Несменяем информационен модул (НИМ)“. В ДЗУ се започва и производството на 8 инча и 5 инча магнитни дискове с лаково покритие, както и опитното производство на тънкослойни магнитни дискове.